# كتامة الغابة
كتامة الغابة إحدى قرى مركز بسيون التابع لمحافظة الغربية بجمهورية مصر العربية، توجد صناعة للأثاث للقرية تخدمها منطقة صناعية مقامة على 11 فدان، وهي التالية لدمياط في إنتاج الأثاث بمصر.

## التاريخ
قرية كتامة الغابة من القرى القديمة، حيث وردت باسم «منية الكتاميين» في أعمال الغربية ضمن قرى الروك الصلاحي التي أحصاها ابن مماتي في كتاب قوانين الدواوين، كما وردت باسم «منية كتامه» في أعمال الغربية ضمن قرى الروك الناصري التي أحصاها ابن الجيعان في كتاب «التحفة السنية بأسماء البلاد المصرية».
وردت باسم «منية كتامه» في التربيع العثماني الذي أجراه الوالي العثماني سليمان باشا الخادم في عصر السلطان العثماني سليمان القانوني ضمن قرى ولاية الغربية، وفي تاريخ 1228هـ/1813م الذي عدّ قرى مصر بعد المسح الذي قام به محمد علي باشا باسم «كتامة» ضمن قرى مديرية الغربية. أضيفت كلمة الغابة للاسم في سنة 1245هـ/1830م بسبب مجاورتها لقرية خربة تسمى بالغابة ولتمييزها عن قرية كتامة الشرقية. أصلها من توابع مركز طنطا حتى ذكرت في جداول مركز بسيون في تعداد 1960.

## السكان
بلغ عدد سكان كتامة الغابة 25,076 نسمة حسب تقدير عام 2018.
| السنة  | 1882 | 1897 | 1907 | 1927 | 1947 | 1960 | 1976   | 1986   | 1996   | 2006   | 2018   |
| ------ | ---- | ---- | ---- | ---- | ---- | ---- | ------ | ------ | ------ | ------ | ------ |
| القرية | 3125 | 6822 | 6433 | 6167 | 6543 | 8343 | 10,901 | 14,156 | 17,180 | 19,941 | 25,076 |

## الأعلام
- مصطفى كامل باشا (1874 - 1908) زعيم سياسي وكاتب.[17]